# Akron (Okkultist)

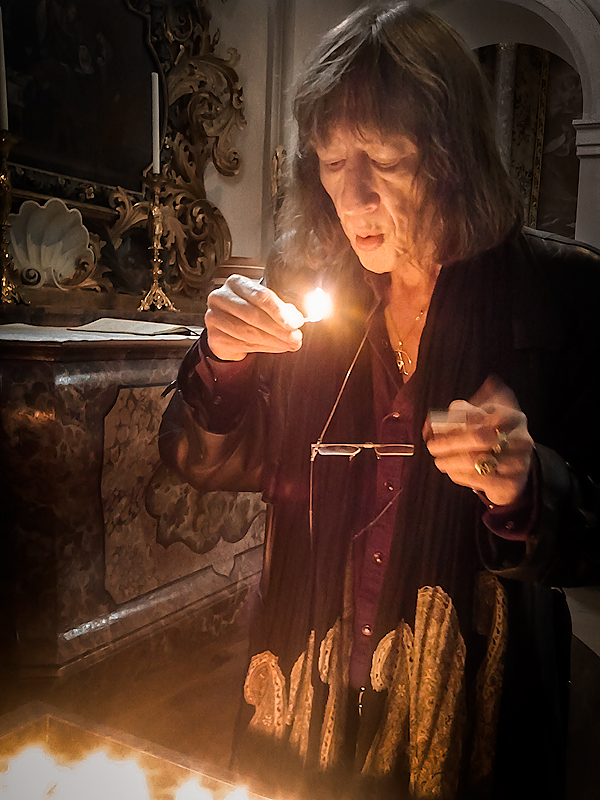
Akron 2017

Akron (* 1. Mai 1948 in Münsterlingen; † 11. Oktober 2017 in St. Gallen), mit bürgerlichem Namen Karl Friedrich Frey, auch Carl-Friedrich Frey und Charles Frey, war ein Schweizer Künstler, Musiker, Autor, Astrologe und Okkultist.

## Leben und Werk
Akron besuchte von 1961 bis 1964 die katholische Kantonsrealschule in St. Gallen. Er schloss 1967 eine kaufmännische Lehre bei der Nationalversicherung Basel ab. Anschließend arbeitete er als Musiker in verschiedenen Nachtlokalen Deutschlands. 1969 gründete er mit Blackstone eine der ersten Schweizer Underground-Zeitschriften und kam in Kontakt mit esoterischen Strömungen.
1969 bis 1972 war er Mitbegründer der Black-Magic-Band Black Mass und zeitweise Schlagzeuger der Kultband Amon Düül. Mit Amon Düül kam es zu einem Skandal und zu einem Verfahren wegen Gotteslästerung aufgrund einer angeblichen schwarzen Messe mit einer nackten Jungfrau am Kreuz, was zum Showteil der Band gehörte. Das Verfahren verlief im Sande, jedoch wurde Akrons Arbeitsbewilligung in Deutschland nicht mehr verlängert.
1972 erschien Akrons erstes Buch Wessen Auge sind die Sterne? bei einem kleinen Verlag. 1975 verfasste er einen experimentellen Roman, Die Fünfte Wand, welcher zur Grundlage der Graphic Novel Das Orakel der Unterwelt wurde. 1976 schrieb Akron die Rock-Oper Pyrrho, die mit der Schweizer Band Island im St. Galler Stadttheater uraufgeführt wurde.
Von 1974 bis 1978 war Akron Kulturkritiker bei der Ostschweizer AZ und hatte ab 1980 eine eigene Kolumne im St. Galler Tagblatt. 1988 erschien sein Buch Jenseits der Schwelle. Das Buch befasst sich mit spirituellen Energien der äusseren Planeten des Sonnensystems. 1989 erschien der Folgeband Im Licht der Sonne, welcher sich mit den inneren Planeten des Sonnensystems befasst.
1992 wurde das von Akron in Zusammenarbeit mit dem Schweizer Künstler HR Giger geschaffene Giger-Tarot in zwei grossen Vernissagen in der Giger-Bar in Chur und der Galerie Baviera in Zürich vorgestellt. An Halloween 1994 gründete Akron den Templum Baphomae, eine Gruppierung, die sich mit Schattenarbeit, dem Bewusstmachen der verdrängten Persönlichkeitsanteile des Menschen beschäftigt.
1996 begann Akron mit der Arbeit an seiner Dante-Trilogie, die er als sein Lebenswerk betrachtete. Im Juni 1997 wurde Akrons Vertrag mit dem Urania Verlag gekündigt, da nach Ansicht eines damaligen Lektors die Dante-Trilogie nicht in das Verlagsprogramm passte. Im Juli 2001 gründete Akron die Akron Verlags AG, bei der im Jahre 2002 der zweite Teil der Dante-Trilogie erschien. Im selben Jahr begannen die Vorbereitungen zum Akron-Tarot.
Parallel dazu entwickelte er zusammen mit dem Kölner Künstler Voenix über mehr als ein Jahrzehnt die Dante-Comic-Reihe. Am 2. August 2004, wenige Stunden nach den letzten Korrekturen am Akron-Tarot, erlitt Akron einen Blinddarmdurchbruch und aufgrund einer Allergie gegen ein Narkosemittel einen kurzfristigen Herzstillstand. Der Akron-Tarot, den Akron mit dem Künstler Siegfried Otto Hüttengrund ausgearbeitet hatte, erschien zur Buchmesse 2004. Nach der Fusion des Urania-Verlags mit Königsfurt wurde Akron vom neuen Lektorat des Königsfurt-Urania Verlag um eine Wiederaufnahme der Zusammenarbeit gebeten, was im Herbst 2007 zur opulent bebilderten Ausgabe von Akrons Crowley Tarot-Führer, seinem Magnum Opus, führte.
2005 gab es eine Kooperation zwischen Olaf Francke und Akron für das Buch Akrons Crowley Tarot-Führer. Geplant war, dass beide Autoren dieses Buch gemeinsam herausgeben. Im Verlauf der Arbeit kam es zum Zerwürfnis der Autoren und Francke erhielt seine Verlagsrechte zurück. Aufgrund eines Urteils des Landgerichts Leipzig von 2008 verpflichtete sich Francke, Akron nicht länger nachzusagen, er habe für das Buch bei ihm plagiiert. Akron musste im Gegenzug anerkennen, dass Teile seines Buches auf Franckes Arbeiten beruhen.
2008 kommentierte Akron in einem mehrseitigen Interview mit dem Schweizerischen Wirtschaftsmagazin Leader die damalige globale Finanzkrise.
2012 wurde Akron beim Rosenschneiden in seinem Vorgarten am St. Galler Ruhberg von einem minderjährigen Fahrer ohne Führerschein beim Zurücksetzen angefahren, erlitt schwerste Verletzungen und fiel eine Zeitlang ins Koma. Diese Zäsur verarbeitete er in seinem Spätwerk, den Pforten, in enger Zusammenarbeit der Malerin und Sängerin Patricia Coney.
Akron starb am 11. Oktober 2017 im Alter von 69 Jahren an einer Krebserkrankung.

## Publikationen
- Der Crowley-Tarot. In Zusammenarbeit mit Hajo Banzhaf, Kailash (Heinrich Hugendubel Verlag) 1991, ISBN 3-7205-2514-7.
- Das Astrologie-Handbuch. Charakteranalyse und Schicksalsdeutung. Hugendubel, 2. A. 1995, ISBN 3-88034-798-0.
- Partnerschafts-Astrologie. Das Handbuch zu den persönlichen Aspekten. Akron 1999, ISBN 3-905372-17-7.
- Dantes Inferno. Der Astroführer durch die Unterwelt. Frey nach Dantes Göttlicher Komödie. Akron Verlag 2000, ISBN 3-905372-00-2.
- Das Baphomet Tarot. In Zusammenarbeit mit HR Giger. Akron Verlag 2001, ISBN 3-905372-15-0.
- Das Auge der Hölle. Inferno II – Die Höllen der Sexualität und der Verschwörungstheorien. Akron 2002, ISBN 3-905372-18-5.
- Der Akron-Tarot. Mit den Tarotkarten von Siegfried Otto Hüttengrund. AGM Urania, Neuhausen 2004, ISBN 978-3-03819-044-8.
- Akrons Crowley Tarot-Führer. AGM Urania, Neuhausen 2007, ISBN 978-3-03819-132-2.
- Das Licht der Erkenntnis. Inferno III – Die Höllen der Kontraktion und der Befreiung. Akron Edition 2012, ISBN 978-3-905372-38-0.
- Die 7 Pforten des Geistes. Gespräche mit dem alten Magus. Akron Edition GmbH 2013, ISBN 978-3-905372-36-6.
- Die 8te Pforte. Jenseits der Schwelle. Der Trauma-Trip des alten Magus. Akron Edition 2017, ISBN 978-3-905372-97-7.